# Xeroderinae
A Xeroderinae a rovarok (Insecta) osztályának a botsáskák (Phasmatodea) rendjébe, ezen belül a valódi botsáskák (Phasmatidae) családjába tartozó alcsalád.
Az alcsalád fajai Délkelet-Ázsiában, az Indonéz szigetvilágban és Ausztráliában terjedtek el.

## Rendszerezés
Az alcsaládba egy nemzetség és az alábbi nemek tartoznak összesen 19 fajjal:
Xeroderini Günther, 1953
- Caledoniophasma Günther, 1953
- Cnipsus Zompro, 2001
- Cotylosoma Redtenbacher, 1908
- Dimorphodes Wood-Mason, 1878
- Epicharmus Westwood, 1859
- Leosthenes Stål, 1875
- Nisyrus Stål, 1875
- Xenophasmina Uvarov, 1940
- Xeroderus Gray, 1835